# 李鉞
李鉞（1465年—1526年），字虔甫，號毅齋，河南開封府祥符縣人，明朝政治人物，官至兵部尚書，諡恭簡。

## 生平

### 弘治正德年間
弘治五年（1492年）壬子科河南鄉試舉人，九年（1496年）丙辰科二甲第八十五名進士。大理寺觀政，十一年（1498年）授山西道監察御史，巡視中城，十四年（1501年）處理河東鹽政，有所省望，十六年（1503年）考績回京，十七年（1504年）巡按福建，任鄉試同考官，不久稱病告歸。正德元年（1506年）病愈，起為浙江道御史，刷卷京畿，與同官陳述事，論宦官李興、寧謹、苗逵、高鳳等罪，而請求罷免南京工部尚書李孟暘、都督神英，沒有得到武宗批准。此後因父母喪事歸鄉。劉瑾厭惡李鉞彈劾其黨羽，於是借其他事情罰米五百石輸邊。正德五年（1510年）劉瑾事敗後，恢復官職，改任山西道御史，出為鞏昌府知府，六年（1511年）升四川按察司副使，四川巡撫林俊委託其與副使何珊討伐流賊方四并獲勝，此後賜金加俸，九年（1514年）升陝西按察使，擢都察院右僉都御史、巡撫山西兼提督雁門等關。十一年（1516年）敵寇入侵白羊口，李鉞猜出其進犯意圖，與延綏援將安國、杭雄擊退，此後加俸一級，之後征討武廷章等叛亂等，十二年（1517年）召回朝中，佐理都察院事，十三年（1518年）奉詔賑濟京畿內饑民。

### 嘉靖年間
明世宗繼位後，李鉞升兵部左侍郎，署掌兵部事。嘉靖元年（1522年）以兵部左侍郎兼右僉都御史，巡視陝西邊關，至固原後，復奉詔出任總制陝西三邊軍務。最初抵達固原就遇到敵寇，因援兵不止，於是下令打開諸營門，晝夜不關。敵寇懷疑其有備，不敢進犯；於是他用炮擊，敵寇退去。期間增加防備、并招募兵源，不久，敵寇再次侵犯平涼、邠州，李鉞令遊擊時陳、周尚文等人埋伏獲勝。此後又在延綏設伏而獲勝。但是言官稱邠州失事罪過，請求罷免總兵官劉淮、陝西巡撫王珝等，并及李鉞。世宗罷免劉淮，但留李鉞立功，李鉞自請罷免歸鄉，沒有得到批准。當時賊寇楊錦等進犯延綏，殺指揮翟相，李鉞逮捕擒拿。嘉靖二年（1523年），因塞外沒有軍警，請求召還，給事中劉世揚請求留任。但世宗仍然召還李鉞，進右都御史，總督漕運，兼巡撫鳳陽諸府，此後召還，掌都察院事。
嘉靖四年（1525年），接替金獻民為兵部尚書、侍經筵、兼提督十二團營。因與武定侯郭勛發生衝突，而被誣陷奪俸。不久，李鉞病情加重，再三請求致仕，被批准後，還未歸鄉，嘉靖五年（1526年）九月因病去世，享年六十二，贈太子少保，遣官護喪歸葬。數年後，賜諡恭簡。

## 家族
其先宛平人，五世祖李庭吉元末時避兵亂，攜子李順成南遷祥符。李順成生李仲斌，李仲斌生李大用，李大用生李景隆，號拙庵，生四子：李錦、李鎧、李鉞、李銘。
李鉞有四子：長子李惠，正德十二年進士，行人司行人，明武宗南巡，以諫死，贈監察御史，娶魏氏。次子李懋，官生；三子李悊，娶劉氏，元配林氏所出。四子李愨，娶劉氏，側室出。女婿董漢。孫李昪、李旦、李昌。

## 延伸阅读
[在维基数据编辑]
 《明史卷一百九十九》，出自《明史》